# 烏季達-安加得省

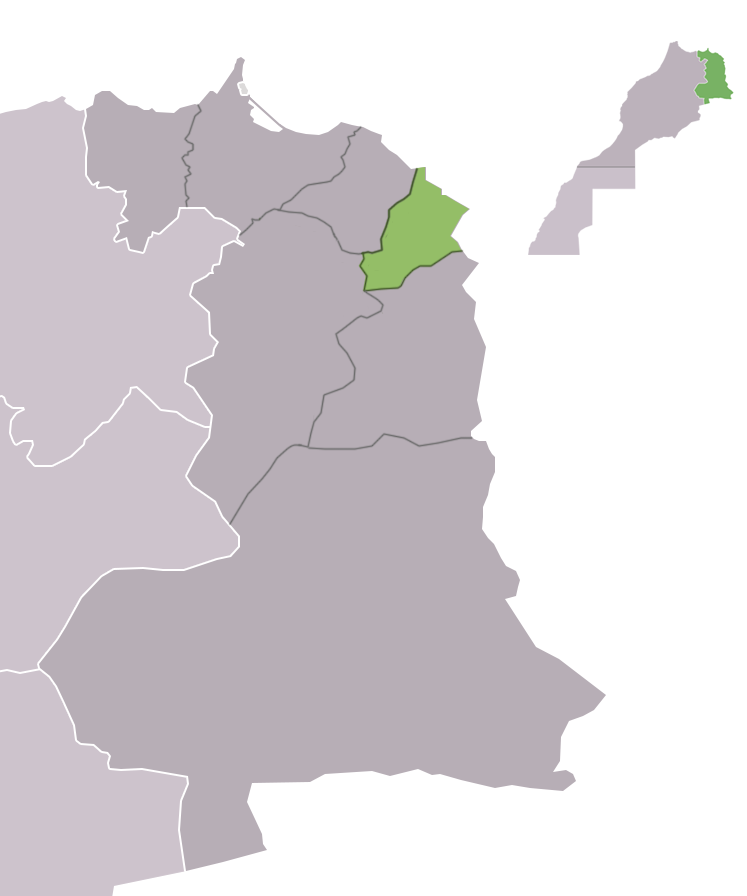

34°41′00″N 1°55′00″W / 34.6833°N 1.9167°W
烏季達-安加得省（阿拉伯语：‎）是摩洛哥的省份，位於該國東北部，由東部大區負責管轄，首府設於烏季達，面積18,715平方公里，2004年人口551,767，人口密度每平方公里29人。